# Szwedzki Związek Narciarski
Szwedzki Związek Narciarski (szw. Svenska Skidförbundet) – szwedzkie stowarzyszenie kultury fizycznej pełniące rolę szwedzkiej federacji narodowej w biegach narciarskich, kombinacji norweskiej, narciarstwie alpejskim, narciarstwie dowolnym snowboardingu, oraz skokach narciarskich.
Związek jest członkiem Międzynarodowej Federacji Narciarskiej (FIS). Do jego celów statutowych związku należy promowanie, organizowanie i rozwój narciarstwa w Szwecji m.in. poprzez szkolenia zawodników i instruktorów i organizację zawodów.
Szwedzki Związek Narciarski został założony w 1904 roku, a jego siedziba mieści się w Falun.

## Prezesi Szwedzkiego Związku Narciarskiego
- 1908-1910 - Fritz af Sandeberg
- 1910-1915 - C G A Lindencrona
- 1915-1922 - Sven Hermelin
- 1922-1948 - Sixtus Janson
- 1948-1952 - Björn Kjellström
- 1952-1961 - Sigge Bergman
- 1961-1965 - Karl Arne Wegerfelt
- 1965-1974 - Nils Stenberg
- 1974-1977 - Stig Synnergren
- 1977-1982 - Arne Jägmo
- 1982-1996 - Sven Larsson
- 1996-2008 - Carl Eric Stålberg
- od 2008 - Mats Årjes